# عقول إجرامية (مسلسل كوري جنوبي)
عقول إجرامية (بالكورية: 크리미널 마인드)؛ هو مسلسل تلفزيوني كوري جنوبي من بطولة لي جون غي، سون هيون-جو، مون تشاي وون، يو سن ولي سون بن. عرض على قناة تي في إن في الفترة من 26 يوليو حتى 28 سبتمبر 2017.

## روابط خارجية
عقول إجرامية على موقع IMDb (الإنجليزية)
- عقول إجرامية على موقع كينوبويسك (الروسية)
- عقول إجرامية على موقع قاعدة بيانات الفيلم (الإنجليزية)

لا توجد روابط لمواقع التواصل الاجتماعي.